# Magic Affair
Magic Affair was een Duitse dance-act van de Duitse producer Mike Staab (1960-2009). De groep was een soort vervolg op zijn groep The Mysterious Art Project. Deze had aan het einde van de jaren tachtig al enkele hits in Duitsland maar was in Nederland onbekend gebleven. De groep bestond verder uit zangeres Franca Morgano en rapper AK Swift (Burnell Herring).

## Mysterious Art
De Synthpop-band Mysterious Art werd aan het einde van de jaren tachtig opgericht door Mike Staab. Hij werkte daarin samen met zangeressen Nicole Kolb en Stephanie Trautmann. Muzikaal zijn ook toetsenist Michael Krautter en gitarist Tillmann Uhrmacher betrokken. De groep maakt in de zomer van 1989 een grote hit met het nummer Das Omen (Teil 1). Het wordt een Duitse nummer 1-hit en staat 29 weken in de hitlijsten. Ook in Zwitserland en Oostenrijk is het een succes. Daarmee komen ze ook in het voorprogramma van Madonna die dan in Duitsland komt optreden. In het najaar doen ze het nog eens over met Carma – Omen 2. Ook verschijnt het album Omen - The Story. Als in 1991 het album Mystic Mountains verschijnt, is het succes voorbij. Het album en de bijbehorende singles floppen en de groep raakt in de vergetelheid.

## Magic Affair
In 1993 maakt Staab echter een doorstart. De overige bandleden van Mysterious Art verdwijnen van het toneel en worden vervangen door zangeres Franca Morgano en rapper AK Swift. De nieuwe sound sluit aan bij de dan florerende Eurodance. De letters M.A. verwijzen naar de eerdere groep van Staab. Ook de eerste single Omen III is een knipoog naar de eerdere successen van de voorganger, waarbij men verder lijkt te gaan waar men gebleven was. Omen III groeit in het voorjaar van 1994 uit tot een hit in meerdere landen en overtreft het succes van Mysterious Arts volledig. Daarna zijn er nog hits met Give Me All Your Love en In The Middle Of The Night. De singles staan op het album Omen (The Story Continues...). Het muziekproject heeft wereldwijd meer dan 8 miljoen platen verkocht. Maar net als zijn voorganger is het succes bij het tweede album voorbij. PhenOMENia (1996) en de bijbehorende singles floppen. Wel zijn ze nog te gast op het redelijk succesvolle album Queen Dance Traxx I waarop ze Bohemian Rhapsody voor hun rekening mogen nemen. Magic Affair verdwijnt daarna weer geruisloos van het toneel. Ook latere pogingen om succes te hebben met de singles Fly Away (La serenissima) (2003) en Stigmata (Of Love) (2008). Op 11 mei van 2009 komt Mike Staab te overlijden. De groep blijft echter bestaan met Jesse B. Foerster als producer. Franca Morgano blijft zangeres. AK Swift wordt vervangen door Nitro.

## Discografie

### Albums
| Album met eventuele hitnotering(en) in de Nederlandse Album Top 100 | Datum van verschijnen | Datum van binnenkomst | Hoogste positie | Aantal weken | Opmerkingen |
| ------------------------------------------------------------------- | --------------------- | --------------------- | --------------- | ------------ | ----------- |
| Omen - The story continues                                          | 1994                  | 04-06-1994            | 48              | 10           |             |
| Phenomenia                                                          | 1996                  |                       |                 |              |             |

### Singles
| Single met eventuele hitnotering(en) in de Nederlandse Top 40 | Datum van verschijnen | Datum van binnenkomst | Hoogste positie | Aantal weken | Opmerkingen |
| ------------------------------------------------------------- | --------------------- | --------------------- | --------------- | ------------ | ----------- |
| Omen III                                                      |                       | 19-03-1994            | 4               | 12           |             |
| Give me all your love                                         |                       | 28-05-1994            | 9               | 7            |             |
| In the middle of the night                                    |                       | 13-08-1994            | 21              | 5            |             |
| Fire                                                          |                       |                       |                 |              |             |